# Луїс Моловни
Луїс Моловни (ісп. Luis Molowny, нар. 12 травня 1925, Санта-Крус-де-Тенерифе — пом. 12 лютого 2010, Лас-Пальмас-де-Ґран-Канарія) — іспанський футболіст, півзахисник. По завершенні ігрової кар'єри — футбольний тренер.
Як гравець насамперед відомий виступами за клуб «Реал Мадрид», а також національну збірну Іспанії.
Триразовий чемпіон Іспанії. Володар Кубка Іспанії з футболу. Дворазовий володар Кубка чемпіонів УЄФА. Триразовий чемпіон Іспанії (як тренер). Володар Кубка Іспанії з футболу (як тренер). Дворазовий володар Кубка УЄФА (як тренер).

## Клубна кар'єра
У дорослому футболі дебютував 1943 року виступами за команду клубу «Тенерифе», в якій провів один сезон.
Протягом 1944—1946 років захищав кольори команди клубу «Депортиво Марино».
Своєю грою за останню команду привернув увагу представників тренерського штабу клубу «Реал Мадрид», до складу якого приєднався 1946 року. Відіграв за королівський клуб наступні одинадцять сезонів своєї ігрової кар'єри. У складі мадридського «Реала» був одним з головних бомбардирів команди, маючи середню результативність на рівні 0,52 голу за гру першості. За цей час тричі виборював титул чемпіона Іспанії, ставав володарем Кубка чемпіонів УЄФА (двічі).
Завершив професійну ігрову кар'єру у нижчоліговому клубі «Лас-Пальмас», за команду якого виступав протягом 1957—1958 років.

## Виступи за збірну
У 1950 році дебютував в офіційних матчах у складі національної збірної Іспанії. Протягом кар'єри у національній команді, яка тривала 6 років, провів у формі головної команди країни лише 7 матчів, забивши 2 голи.
У складі збірної був учасником чемпіонату світу 1950 року у Бразилії.

## Кар'єра тренера
Розпочав тренерську кар'єру, ще продовжуючи грати на полі, 1957 року, очоливши тренерський штаб клубу «Лас-Пальмас». З перервами пропрацював з цією командою до 1970 року.
1969 року деякий час очолював тренерський штаб національної збірної Іспанії.
1974 року вперше став головним тренером клубу «Реал Мадрид». Згодом ще декілька разів повертався на тренерський місток «королівського клубу», востаннє протягом 1985—1986 років.
Помер 12 лютого 2010 року на 85-му році життя у місті Лас-Пальмас-де-Ґран-Канарія.
| Дата       | Місто     | Господарі  | Результат | Гості      | Турнір                 | Голи | Примітки |
| ---------- | --------- | ---------- | --------- | ---------- | ---------------------- | ---- | -------- |
| 02/04/1950 | Мадрид    | Іспанія    | 5 – 1     | Португалія | товариський матч       | 1    |          |
| 09/04/1950 | Лісабон   | Португалія | 2 – 2     | Іспанія    | товариський матч       | -    |          |
| 09/07/1950 | Сан-Паулу | Уругвай    | 2 – 2     | Іспанія    | ЧС 1950 - Girone Фінал | -    |          |
| 18/02/1951 | Мадрид    | Іспанія    | 6 – 3     | Швейцарія  | товариський матч       | -    |          |
| 28/12/1952 | Мадрид    | Іспанія    | 2 – 2     | ФРН        | товариський матч       | -    |          |
| 08/11/1953 | Більбао   | Іспанія    | 2 – 2     | Швеція     | товариський матч       | 1    |          |
| 17/03/1955 | Мадрид    | Іспанія    | 1 – 2     | Франція    | товариський матч       | -    |          |
| Усього     |           | Матчів     | 7         |            | Голів                  | 2    |          |

## Титули і досягнення

### Як гравця
- Чемпіон Іспанії (3):

«Реал Мадрид»: 1953–54, 1954–55, 1956–57
- Володар Кубка Іспанії з футболу (1):

«Реал Мадрид»: 1947
- Володар Кубка чемпіонів УЄФА (2):

«Реал Мадрид»: 1955–56, 1956–57
- Володар Латинського кубка (1):

«Реал»: 1955

### Як тренера
- Чемпіон Іспанії (3):

«Реал Мадрид»: 1977–78, 1978–79, 1985–86
- Володар Кубка Іспанії (2):

«Реал Мадрид»: 1973–74, 1981–82
- Володар Кубка іспанської ліги (1):

«Реал Мадрид»:  1985
- Володар Кубка УЄФА (2):

«Реал Мадрид»: 1984–85, 1985–86